# シトロエン・サクソ

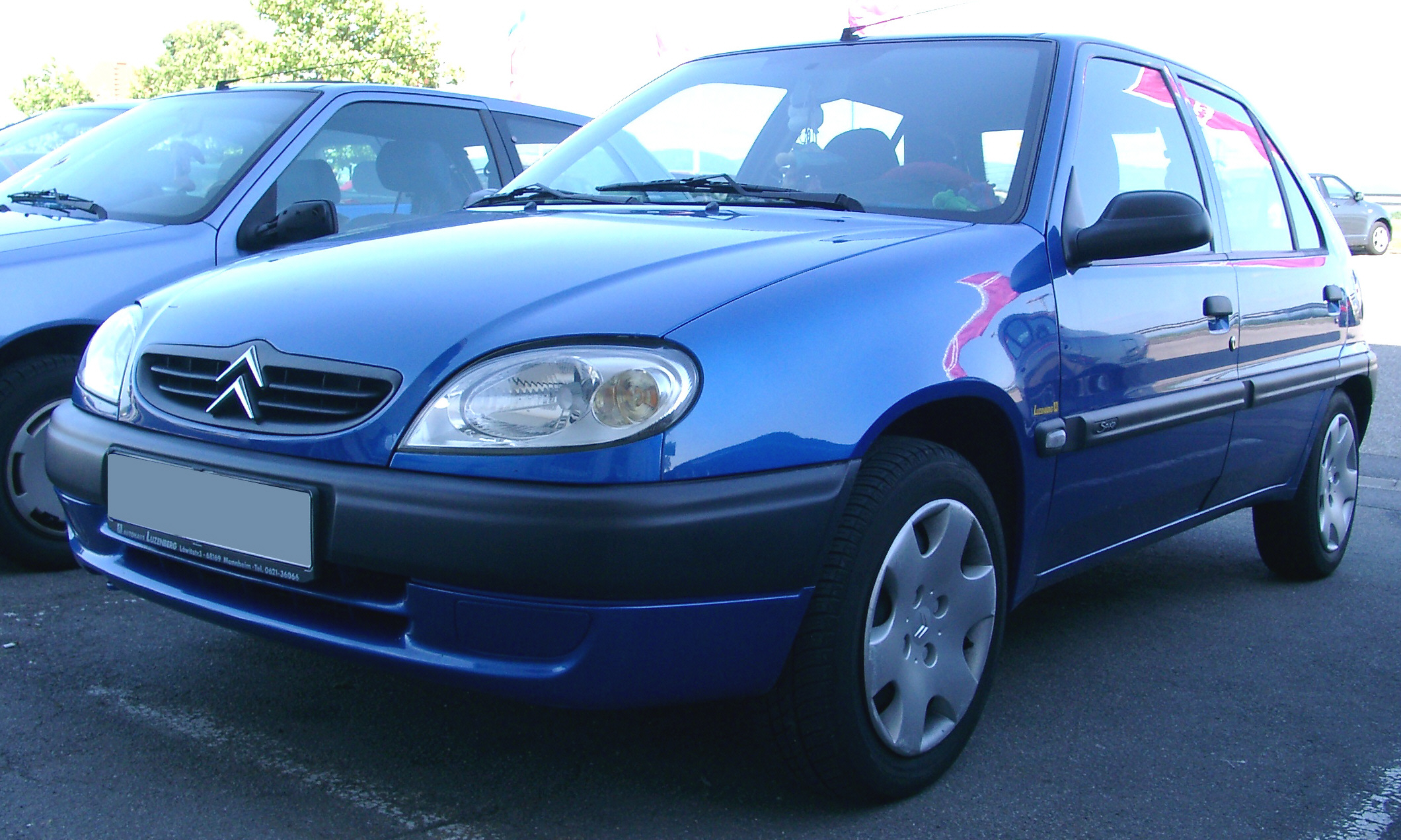
サクソ

サクソ（Saxo ）は、フランスの自動車メーカー、シトロエンがかつて製造、販売した小型ハッチバック乗用車。製造期間は1996年から2003年まで。プジョー・106との姉妹車にあたる。

## 概要
前モデルのAXの旧式化を受けてプジョー・106の基本骨格とコンポーネントを活用して設計されたが、デザインは当時のシトロエン車の方向性だった、極力アクの強さを排したものであった。ただ顔つき等には上級車XMのイメージが映されていた。
エンジン（1.1、1.4、1.6、1.6リットル16バルブガソリンエンジンと1.5リットルディーゼルエンジン）、サスペンションは基本的に106と共用していた。一方インテリアは柔らかいデザインのダッシュボードで独自性を出していた。
ボディサイズは、長:3720～3735×幅:1595～1620×高:1360～1380mm。 室内寸法は、長:1625×幅:1330×高:1120mmであった。

## グレード
X、SX、エクスクルーシブ（3/5ドア。1.1、1.4、1.6リットル、1.5リットルディーゼル搭載）と、VTR、VTS（3ドアのみ。フェンダーアーチが盛り上がった精悍な風貌。VTRは1.6、VTSは1.6リットル16バルブ搭載）が存在した。
1997年、2000年にマイナーチェンジを受けたが、中でもVTR/VTSはかなりスポーティな味付けの硬派ホットハッチとしてマニアに愛好された。実際の競技の世界でも、WRC（世界ラリー選手権）のF2キットカーやスーパー1600といった前輪駆動規定においてラリーカーとして活躍し、後者は育成クラスのJWRC（ジュニアWRC）でチャンピオンを獲得している。
系譜上はC2が3ドアの、C3が5ドアの後継車となった。

## 日本での販売
日本ではユーノスから販売されていた時期がある。当初は商標登録の関係から「シャンソン」（Chanson）と名乗っており、グレードはSX（3ドア）、エクスクルーシブと同等のV-SX（5ドア）の2種類だった。後に「サクソ」と改名した際はスポーツグレードのVTRとVTSのみ輸入され、後年VTSのみとなった。
なお、イギリス向けなど右ハンドルのサクソ自体は生産されていたものの、設計上日本向けには必須のカーエアコンを装備できなかったため、姉妹車の106同様、やむなく左ハンドルのまま輸入された。